# Cole Anthony
Cole Anthony (Portland, 15 mei 2000) is een Amerikaans basketballer die speelt als pointguard voor Orlando Magic.

## Carrière
Anthony speelde collegebasketbal voor de North Carolina Tar Heels alvorens zich in 2020 kandidaat te stellen voor de NBA Draft 2020. Hij werd als 15e gekozen in de eerste ronde door Orlando Magic. Hij maakte op 23 december zijn NBA-debuut tegen de Miami Heat. Tijdens het seizoen 2021/22 werd Anthony opgenomen in de basisploeg van Orlando. Ondanks een cijfermatig minder goed seizoen 2022/23, waarbij Anthony ook vooral vanop de bank mocht aantreden, tekende hij op 23 oktober 2023 een nieuw contract voor 3 seizoen bij de Orlando Magic. Op het einde van het seizoen 2023/24 kon Anthony zich voor de eerste keer plaatsen voor de NBA Playoffs.

## Statistieken

### Regulier seizoen
| Seizoen  | Team          | WG  | WS  | MPW  | 2P%  | 3P%  | FW%  | RPW | APW | SPW | BPW | PPW  |
| -------- | ------------- | --- | --- | ---- | ---- | ---- | ---- | --- | --- | --- | --- | ---- |
| 2020/21  | Orlando Magic | 47  | 34  | 27,1 | 39,7 | 33,7 | 83,2 | 4,7 | 4,1 | 0,6 | 0,4 | 12,9 |
| 2021/22  | Orlando Magic | 65  | 65  | 31,7 | 39,1 | 33,8 | 85,4 | 5,4 | 5,7 | 0,7 | 0,3 | 16,3 |
| 2022/23  | Orlando Magic | 60  | 4   | 25,9 | 45,4 | 36,4 | 89,4 | 4,8 | 3,9 | 0,6 | 0,5 | 13,0 |
| 2023/24  | Orlando Magic | 81  | 0   | 22,4 | 43,5 | 33,8 | 82,6 | 3,8 | 2,9 | 0,8 | 0,5 | 11,6 |
| Carrière | Carrière      | 253 | 103 | 26,5 | 41,8 | 34,3 | 85,1 | 4,6 | 4,1 | 0,7 | 0,4 | 13,4 |

### Playoffs
| Seizoen  | Team          | WG | WS | MPW  | 2P%  | 3P%  | FW%  | RPW | APW | SPW | BPW | PPW |
| -------- | ------------- | -- | -- | ---- | ---- | ---- | ---- | --- | --- | --- | --- | --- |
| 2023/24  | Orlando Magic | 7  | 0  | 14,7 | 31,7 | 15,4 | 88,9 | 2,1 | 1,3 | 0,6 | 0,1 | 5,1 |
| Carrière | Carrière      | 7  | 0  | 14,7 | 31,7 | 15,4 | 88,9 | 2,1 | 1,3 | 0,6 | 0,1 | 5,1 |